# Mohammed Mian Soomro
Mohammed Mian Soomro (Sindhi: محمد میاں سومرو) (Karachi, 19 augustus 1950) is een Pakistaans politicus en was waarnemend president van de republiek na het aftreden van Prevez Musharraf op 18 augustus 2008. Van 16 november 2007 tot 25 maart 2008 was hij waarnemend minister-president en hij was sinds 2003 voorzitter van de Pakistaanse senaat.

## Biografie
Mohammed Mian Soomro stamt uit een leidende familie. Zijn vader had zitting in de Pakistaanse senaat. Zelf koos hij voor een loopbaan in de financiële sector. Hij werkte bij banken in het Midden-Oosten, in de Verenigde Staten en bij de Pakistaanse Bank.
Op 25 mei 2000 werd Soomro gekozen tot gouverneur van Sindh, een van de vier deelstaten van de federatie. In 2003 trad hij af om campagne te voeren voor een senaatszetel. Als kandidaat van de Pakistan Muslim League (Q) (PML (Q)) werd hij niet alleen gekozen tot senator, maar ook tot voorzitter van de senaat.
Op 15 november 2007 vroeg president Pervez Musharraf Soomro om een zakenkabinet te vormen dat de parlementsverkiezingen moest voorbereiden. Als (interim-)premier volgde hij de volgende dag zijn partijgenoot Shaukat Aziz op.
Een maand later, op 15 december 2007, werd de noodtoestand opgeheven en de grondwet ten volle hersteld. Maar op 27 december werd ex-premier (en kandidaat-premier) Benazir Bhutto vermoord.
Soomro stelde de verkiezingen uit tot 18 februari 2008. Ze verliepen relatief rustig en eerlijk. Toen er na onderhandelingen een coalitieakkoord bereikt was, droeg Soomro de regering over aan de nieuwe premier Yousaf Raza Gilani. Hij keerde terug naar de senaat.
Op 18 augustus 2008 kondigde Pervez Musharraf onder de dreiging van een afzettingsprocedure zijn aftreden aan. Krachtens de grondwet werd de voorzitter van de senaat Soomro waarnemend president voor maximaal 30 dagen. Op 6 september vond een eerste stemronde plaats in het kiescollege van federale en regionale parlementen. Asif Ali Zardari werd gekozen tot de nieuwe president, en werd op 9 september beëdigd als de nieuwe president van Pakistan.
Iskandar Mirza · Mohammed Ayub Khan · Yahya Khan · Zulfikar Ali Bhutto · Fazal Ilahi Chaudhry · Mohammed Zia-ul-Haq · Ghulam Ishaq Khan ·
Wasim Sajjad · Farooq Leghari · Wasim Sajjad · Mohammed Rafiq Tarar · Pervez Musharraf · Mohammed Mian Soomro · Asif Ali Zardari · Mamnoon Hussain · Arif Alvi ·
Asif Ali Zardari
Liaquat Ali Khan · Khawaja Nazimuddin · Muhammad Ali Bogra · Chaudhry Muhammad Ali · Huseyn Shaheed Suhrawardy · Ibrahim Ismail Chundrigar · Feroz Khan Noon · Mohammed Ayub Khan · Nurul Amin · Zulfikar Ali Bhutto · Muhammad Khan Junejo · Benazir Bhutto · Ghulam Mustafa Jatoi ·
Nawaz Sharif · Balakh Sher Mazari · Nawaz Sharif · Moeenuddin Ahmad Qureshi · Benazir Bhutto · Malik Meraj Khalid · Nawaz Sharif · Pervez Musharraf · Zafarullah Khan Jamali · Chaudhry Shujaat Hussain · Shaukat Aziz · Muhammad Mian Soomro · Yousaf Raza Gilani · Raja Pervez Ashraf ·
Mir Hazar Khan Khoso · Nawaz Sharif · Shahid Khaqan Abbasi · Nasirul Mulk · Imran Khan · Shehbaz Sharif · Anwar ul Haq Kakar · Shehbaz Sharif